# Tsuut'ina

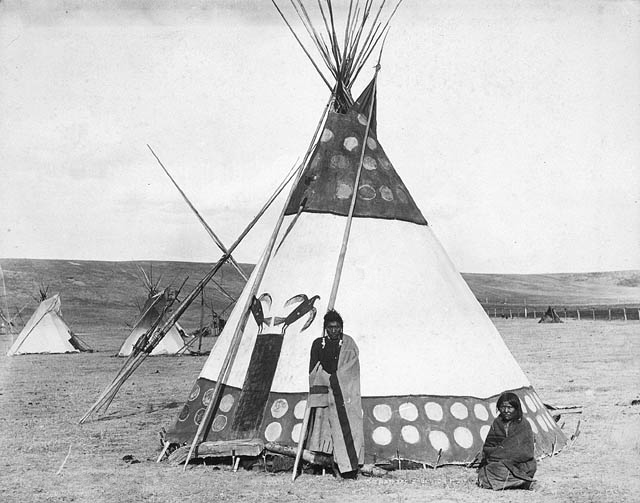
Un uomo Tsuutʼina, Assinaitappi, con sua moglie

La nazione Tsuutʼina (chiamata anche Tsu Tʼina, Tsuu Tʼina, Tsúùtínà; letteralmente "grande numero di persone", "molte persone" o anche "popolo dei castori") è un insieme di tribù native dell'Alberta, in Canada. Gran parte dei suoi membri vive attualmente nell'omonima riserva (Tsuut'ina Nation Reserve No. 145) situata a ridosso della città di Calgary. La riserva ha un'ampiezza di 283,14 km2 e una popolazione di 2089 individui secondo un censimento del governo canadese del 2019. Il territorio che la nazione occupa fu storicamente conteso con i Piedi Neri.

## Storia
Gli Tsuutʼina appartengono linguisticamente al gruppo athabaska e anticamente alla nazione Dane-zaa (un gruppo etnolinguistico ad essi affine oggi stanziato nella Columbia Britannica), e migrarono a sud verso le grandi pianure nel XVIII secolo. La storia della migrazione è stata tramandata oralmente dalla tribù fino ai giorni nostri.
L'esploratore David Thompson riportò come la comunità si fosse stanziata presso Beaver Hills (nei pressi di Edmonton) verso il 1810, coabitando con i Cree. Quando la pace tra i due gruppi venne meno, gli Tsuutʼina si spinsero ancora più a sud, alleandosi con i Piedi Neri. Con l'occupazione dei territori dei Piedi Neri, gli Tsuutʼina integrarono parte della cultura di questi ultimi all'interno della propria.
Nel 1877 gli Tsuut'ina firmarono il Trattato 7, uno dei Trattati Numerati siglati tra le popolazioni native e la monarchia del Canada per consentire a quest'ultima di espandersi e di sfruttare le risorse naturali dell'area. In seguito alla firma di questo documento l'intera comunità venne confinata all'interno della riserva che porta il suo nome e che viene contraddistinta dal numero 145, attualmente dotata di scuole, impianti ricreativi e di un proprio corpo di polizia autonomo (uno dei 38 servizi di polizia tribali presenti in Canada). 
Tra il 1910 e il 1998 parte dei territori Tsuut'ina venne occupata dalle forze armate canadesi allo scopo di costruire una base militare alle porte di Calgary in seguito nota come Camp Harvey. La restituzione ufficiale dei terreni alla tribù è avvenuta soltanto nel 2006.

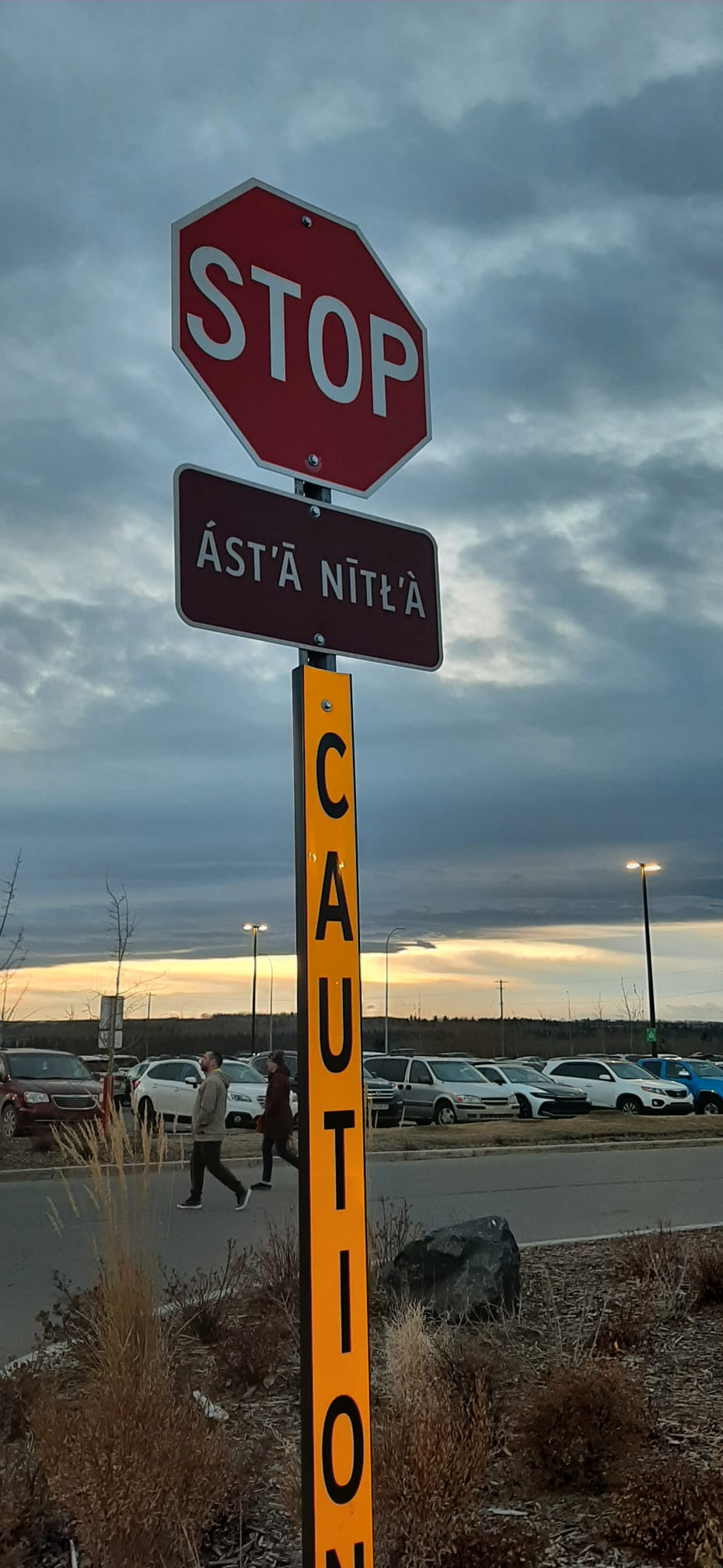
Un segnale stradale bilingue in inglese e tsuut'ina presente all'interno della riserva nei pressi di Calgary

Nel 1930 parte dei terreni appartenenti alla tribù Tsuut'ina venne allagata per fare spazio a un ampio lago artificiale, il Glenmore Reservoir, che costutuisce la principale fonte di acqua potabile per la città di Calgary. L'area interessata, pari a 539,5 acri, venne ceduta a un prezzo di molto inferiore rispetto a quanto pagato ai proprietari terrieri di origine europea (50 dollari canadesi per acro invece di 111-400 dollari per acro). Nel 2013 il governo federale canadese ha accettato di risarcire la tribù Tsuut'ina con un pagamento complessivo di 20 milioni di dollari, dei quali metà sono stati assegnati alla comunità e il resto (circa 5500 dollari a testa) ai singoli membri che ne fanno parte.
La popolazione di etnia Tsuut'ina parla la lingua omonima, nota nativamente come Tsúùtʼínà Gūnáhà (e in passato anche come Sarcee o Sarsi, derivante dall'esonimo Saahsi utilizzato dai Piedi Neri per definire sia la popolazione che l'idioma tsuut'ina). Secondo l'ultimo censimento (effettuato nel 2016) essa conta soltanto 150 locutori, di cui 80 madrelingua. 
Nel 2007, la comunità ha aperto il casinò Grey Eagle sui terreni della riserva immediatamente adiacenti alla città di Calgary, espandendo il complesso nel 2012 con l'aggiunta di un hotel. Dal 2020 la riserva ospita anche un complesso commerciale che comprende un supermercato della catena Costco, una filiale della catena di caffetterie Tim Hortons e altri negozi. Si tratta del primo Costco mai costruito su suolo nativo in Canada.